# Sadig Dadashov
Sadig Dadashov (en azerí: Sadiq Dadaşov) fue arquitecto e historiador de la arquitectura de Azerbaiyán, Arquitecto de Honor de la RSS de Azerbaiyán (1940).

## Biografía
Sadig Dadashov nació el 15 de abril de 1905 en Bakú. En 1929 se graduó de  la Universidad Estatal de Petróleo e Industria de Azerbaiyán. Él fue autor de los libros sobre la arquitectura de Azerbaiyán. Sadig Dadashov trabajó en colaboración con el famoso arquitecto azerbaiyano, Mikayil Useynov. En 1941 fue elegido como el miembro de la Academia de Arquitectura de la Unión Soviética, en 1945 como académico de la Academia Nacional de Ciencias de Azerbaiyán. En 1940 fue galardonado con el título “Arquitecto de Honor de la RSS de Azerbaiyán”.
Sadig Dadashov murió el 24 de diciembre de 1946 en Moscú y fue enterrado en el Callejón de Honor de Bakú.

## Premios y títulos
- Arquitecto de Honor de la RSS de Azerbaiyán (1940)
- Premio Estatal de la Unión Soviética (1941)
- Orden de Lenin
- Orden de la Bandera Roja del Trabajo